# Phillis Wheatley
Phillis Wheatley, nome também escrito como Phyllis Wheatly (c. 1753 – Boston, 5 de dezembro de 1784), foi a primeira poetisa afro-estadunidense publicada. Nascida na África Ocidental, ela foi vendida como escrava, com sete ou oito anos, e transportada para a América do Norte. Foi comprada pela família Wheatley de Boston, que a ensinou a ler e a escrever e incentivou sua poesia quando descobriram seu talento. Era membro de uma igreja congregacional.
A publicação dra obos seus poemas na Poems on Various Subjects, Religious and Moral (1773) deu-lhe fama, tanto na Inglaterra quanto em outras colônias na América. Personalidades como George Washington elogiaram o seu trabalho. Durante a visita de Wheatley à Inglaterra com seu mestre, o poeta afro-estadunidense Jupiter Hammon elogiou seu trabalho em um poema. Wheatley foi emancipada após a morte de seu mestre, John Wheatley. Casou-se logo depois. Dois dos seus filhos morreram quando bebês. Depois que seu marido foi preso por dívida, em 1784, Wheatley caiu na pobreza e morreu de doença, rapidamente seguido pela morte de seu último filho.

## Início da vida

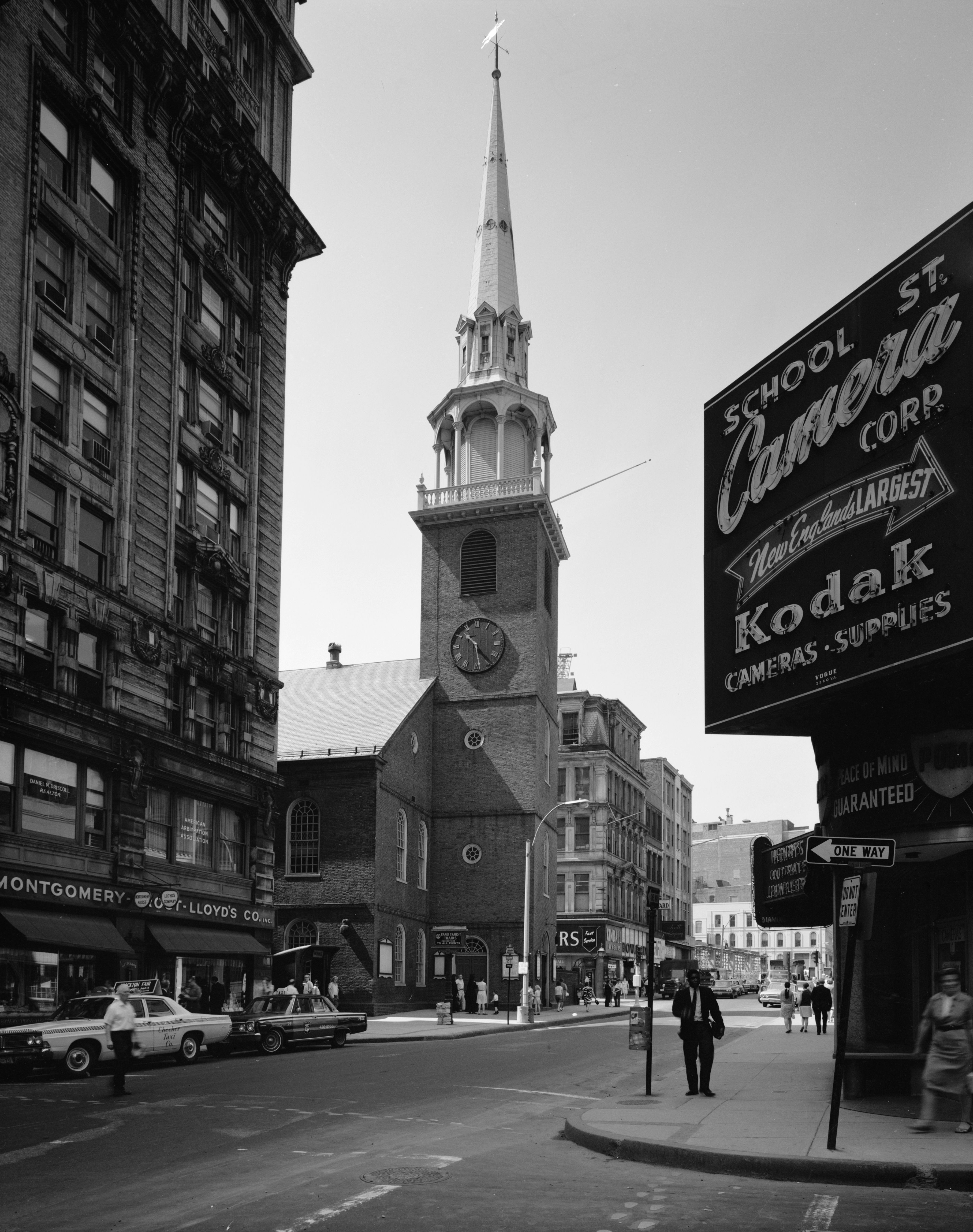
A igreja de Phillis Wheatley, Old South Meeting House

Embora a data e o local de seu nascimento não estejam documentados, os estudiosos acreditam que Phillis Wheatley tenha nascido em 1753, na África Ocidental - provavelmente na atual Gâmbia ou no Senegal. Wheatley foi trazida para a Boston, Massachusetts, em 11 de julho de 1761, em um navio negreiro chamado O Phillis. O navio era propriedade de Timothy Fitch e seu capitão chamava-se Peter Gwinn.
Aos oito anos, ela foi vendida para John Wheatley, um rico comerciante de Boston,  que comprou a menina para ser uma serviçal para sua esposa, Susanna. John e Susanna Wheatley deram a ela o nome do navio que a trouxe para a América. Seu sobrenome ficou sendo o de seus mestres, como era o costume no período escravagista. Assim, recebeu o nome Phillis, em alusão ao navio negreiro, e Wheatley, nome da família que a comprou como escrava.
A filha dos Wheatley, Maria, ensinou a Phillis a leitura e a escrita. Seu filho Nathaniel também a ajudou. John Wheatley era conhecido como um progressista, em toda a Nova Inglaterra. Sua família deu a Phillis uma educação sem precedentes para uma pessoa escravizada e para uma mulher de qualquer raça. Com 12 anos, Phillis lia os clássicos gregos e latinos e passagens difíceis da Bíblia. Aos 14 anos, ela escreveu seu primeiro poema, "To the University of Cambridge, in New England." Reconhecendo a sua habilidade literária, a família Wheatley apoiou a educação de Phillis e dispensou-a das tarefas domésticas. Os Wheatleys muitas vezes exibiam as habilidades da jovem para amigos e familiares. Fortemente influenciada por seus estudos das obras de Alexander Pope, John Milton, Homero, Horácio e Virgílio, Phillis Wheatley começou a escrever poesia.

## Vida adulta
Em 1773, aos 20 anos, Phillis acompanhou Nathaniel Wheatley para Londres, em parte por causa de sua saúde, mas também porque Susanna acreditava que ela teria uma chance melhor de publicar sua poesia ali. Ela teve um encontro com o prefeito de Londres (uma reunião com o rei George III foi arranjada, mas Phillis voltou para casa antes), bem como com outros importantes membros da sociedade britânica, incluindo Selina Hastings, a Condessa de Huntingdon, que declarou seu apoio ao trabalho de Wheatley e permitiu que um volume de poemas de Wheatley, publicado em Londres, em 1773, fosse dedicado a ela. Em 1774, Phillis Wheatley escreveu uma carta ao Reverendo Samson Occom, elogiando suas ideias sobre como os escravos deveriam ter direitos de nascimento nos Estados Unidos. Wheatley também trocou cartas com o filantropo britânico John Thornton, que, por sua vez, discutiu Wheatley e sua poesia em sua correspondência com John Newton. Além de sua poesia, ela foi capaz de expressar seus pensamentos, comentários e dúvidas com outras pessoas.
Em 1775, Phillis Wheatley enviou uma cópia de um poema intitulado “To His Excellency, George Washington” ao próprio. Em 1776, Washington convidou Wheatley para visitá-lo em sua sede em Cambridge, Massachusetts; ela foi, em março de 1776. Thomas Paine republicou o poema no Pennsylvania Gazette, em abril de 1776.
Em 1778, Wheatley foi legalmente emancipada, após a morte de seu mestre, de acordo com os próprios termos deixados por ele. Sua filha Mary Wheatley morreu logo depois. Três meses mais tarde, Phillis Wheatley casou-se com o vendedor John Peters, um negro livre. Eles enfrentaram dificuldades, especialmente más condições de vida e a morte de dois bebês.
Wheatley escreveu outro livro de poesia, mas não conseguiu publicá-lo por causa de sua situação financeira, a perda de clientes após a sua emancipação (muitas vezes a publicação de livros foi baseada na obtenção de assinaturas prévias, como uma garantia de pré-vendas) e a competição de Guerra Revolucionária. No entanto, alguns dos poemas que deveriam ter sido publicados nesse volume apareceram mais tarde em panfletos e jornais.
Seu marido, John Peters, foi preso por dívida, em 1784, deixando Wheatley em condição extrema de pobreza e com um filho doente. Ela passou a trabalhar como ajudante de empregada doméstica em uma casa de viagem para apoiá-los. O racismo e o sexismo, que marcavam o período a forçaram a um tipo de trabalho doméstico ao qual ela não estava acostumada, mesmo antes de se tornar uma pessoa livre. Wheatley morreu em 5 de dezembro de 1784, aos 31 anos. Seu filho bebê morreu três horas e meia depois dela.

## Poesia
Em 1768, Wheatley escreveu "To the King's Most Excellent Majesty", no qual elogiou o Rei George III por revogar o Stamp Act. À medida que a Revolução Americana ganhava força, a poesia de Wheatley tratou temas que expressavam as ideias dos colonos rebeldes.
Em 1770 Wheatley escreveu uma homenagem poética ao evangelista George Whitefield, que recebeu ampla aclamação. Sua poesia expressava temas cristãos e muitos poemas foram dedicados a figuras famosas. Mais de um terço consiste em elegias, sendo o restante sobre temas religiosos, clássicos e abstratos. Ela raramente se referiu a sua própria vida em seus poemas. Um exemplo de um poema sobre a escravidão é "On being brought from Africa to America":
Twas mercy brought me from my Pagan land,
Taught my benighted soul to understand
That there's a God, that there's a Saviour too:
Once I redemption neither sought nor knew.
Some view our sable race with scornful eye,
"Their colour is a diabolic dye."
Remember, Christians, Negroes, black as Cain,
May be refin'd, and join th' angelic train.
(trad. livre: Sua misericórdia trouxe-me de minha terra pagã/ Ensinou minha alma de trevas a entender/ Que há um Deus, que há também um salvador:/ Uma redenção que eu não procurava nem conhecia./ Alguns veem nossa raça com olhar de desdém,/ "Sua cor é uma sina diabólica."/ Lembrem-se, Cristãos, Negros, pretos como Caim/ Podem ser transformados, e unir-se ao trem dos anjos.)
Historiadores têm comentado sobre sua relutância em escrever sobre a escravidão. Talvez fosse porque ela tinha sentimentos conflitantes sobre a instituição. No poema acima, os críticos disseram que ela elogia a escravidão, porque a trouxe para o Cristianismo. Mas, em outro poema, ela escreveu que a escravidão era um cruel destino.

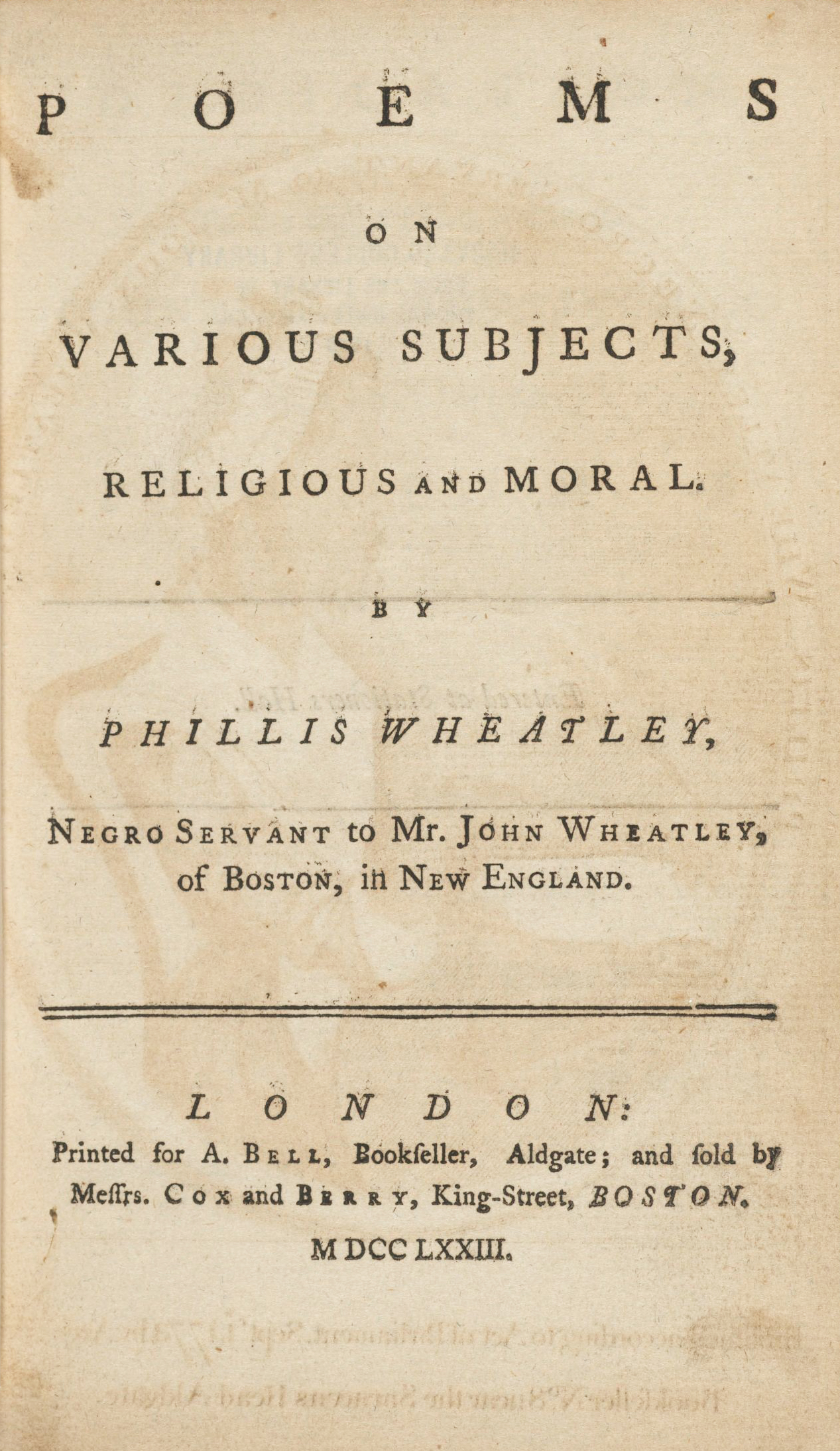
Poems on Various Subjects, Religious and Moral, 1773

Muitos colonos brancos não acreditavam que uma escrava africana tivesse escrito uma poesia "excelente". Wheatley teve de defender a autoria de sua poesia em um tribunal, em 1772. Ela foi examinada por um grupo de intelectuais de Boston, incluindo John Erving, o reverendo Charles Chauncey, John Hancock, Thomas Hutchinson, o governador de Massachusetts, e o vice-governador, Andrew Oliver. Eles concluíram que ela tinha escrito os poemas atribuídos a ela e assinaram um atestado, foi incluído no prefácio de sua coletânea:  Poems on Various Subjects, Religious and Moral, publicado em Londres, em 1773. Editores em Boston se recusaram a publicá-lo, mas o seu trabalho despertou grande interesse, em Londres. Lá, Selina, Condessa de Huntingdon e o Conde de Dartmouth atuaram como patronos para ajudar Wheatley a conseguir a publicação.
Em 1778, o poeta afro-estadunidense Jupiter Hammon escreveu uma ode para Wheatley ("An Address to Miss Phillis Wheatley"). Hammon escreveu este poema enquanto o proprietário de Hammon, Lloyd, se mudara temporariamente para Hartford, Connecticut, durante a Guerra Revolucionária. Hammon viu Wheatley como tendo sucumbido ao que ele acreditava serem influências pagãs na sua escrita. Por isso, a ode consistiu em vinte e uma quadras com rima, cada uma acompanhada por um versículo da Bíblia, o que, ele pensou, obrigaria Wheatley a retornar ao cristianismo.
O editor e abolicionista Isaac Knapp reuniu a poesia de Wheatley, juntamente com a do escravo Carolina do Norte George Moses Horton, em 1838, sob o título Memoir and Poems of Phillis Wheatley, A Native African and a Slave. Também, Poemas por um Escravo. O livro fora anteriormente publicado em 1834 por Geo W. Luz, mas não incluía os poemas de Horton.

## Estilo, estrutura e influências poéticas
Wheatley acreditava que o poder da poesia é imensurável. John C. Shields comenta que sua poesia não reflete simplesmente romances que ela leu, mas foi baseada em suas ideias pessoais e crenças. Shields escreve: "Wheatley tinha mais em sua mente do que a simples conformidade. Mais adiante, se verá que suas alusões ao deus sol e à deusa do amanhecer, sempre aparecendo em conexão com sua busca por inspiração poética, são de fundamental importância para ela".
Ela se baseou em três elementos principais: o cristianismo, o classicismo e a adoração solar hierofante. A adoração solar foi um legado da África: como seus pais eram adoradores do sol, pode ser por isso que usa vários termos para designar esse astro, como "aurora", "Apolo" e "Phoebus". Shields acredita que a palavra "luz" é significativa para ela como uma marca de sua história africana, um passado que ela deixou fisicamente para trás.
Ele observa que Sol é um homônimo para Filho, como se Wheatley buscasse uma dupla referência a Cristo. Wheatley também refere-se a "musa celeste" em dois de seus poemas: "To a Clergy Man on the Death of his Lady" e "Isaiah LXIII", significando a ideia de uma divindade cristã.
Shields acredita que a utilização do classicismo no conjunto de sua obra a distinguiu de seus contemporâneos. Ele escreve: "O uso do classicismo por Wheatley tornou seu trabalho original e único e merece um estudo ampliado". Shields descreve a escrita de Wheatley como "contemplativa e reflexiva, em vez de brilhante e cintilante."

## Legado e honras
Com a publicação de sua coletânea em 1773, Wheatley "se tornou a mais famosa africana na face da terra". Voltaire afirmou em uma carta a um amigo que Wheatley provara que o povo negro podia escrever poesia. John Paul Jones pediu a companheiros que entregassem alguns de seus escritos a "Phillis, a africana favorita das Nove (musas) e de Apolo". Ela foi homenageada por muitos dos pais fundadores da América, incluindo George Washington, que disse a ela que "o estilo e a forma [de sua poesia] apresentavam uma impressionante prova de seu grande talento poético".
Críticos consideram sua obra fundamental para o gênero da literatura afro-estadunidense. Ela foi reconhecida como a primeira mulher afro-estadunidense a publicar um livro e a primeiro a ganhar a vida a partir de sua escrita.
- Em 2002, o estudioso Molefi Kete Asante listou Phillis Wheatley como um de seus "100 maiores afro-estadunidenses".[29]
- Wheatley foi destaque, juntamente com Abigail Adams e Lucy Stone, no Memorial de Mulheres de Boston, em 2003, uma escultura na Avenida Commonwealth.
- Em 2012, Robert Morris University nomeou o novo edifício da Escola de Comunicação e Ciências da Informação de Phillis Wheatley.[30]
- Wheatley Hall, na UMass Boston, tem este nome por causa de Phyllis Wheatley.[31]